# Antoine Péricaud
Pour les articles homonymes, voir Péricaud.
Antoine Péricaud (1782–1867) est un historien, archéologue, bibliothécaire et bibliophile français. 

## Biographie

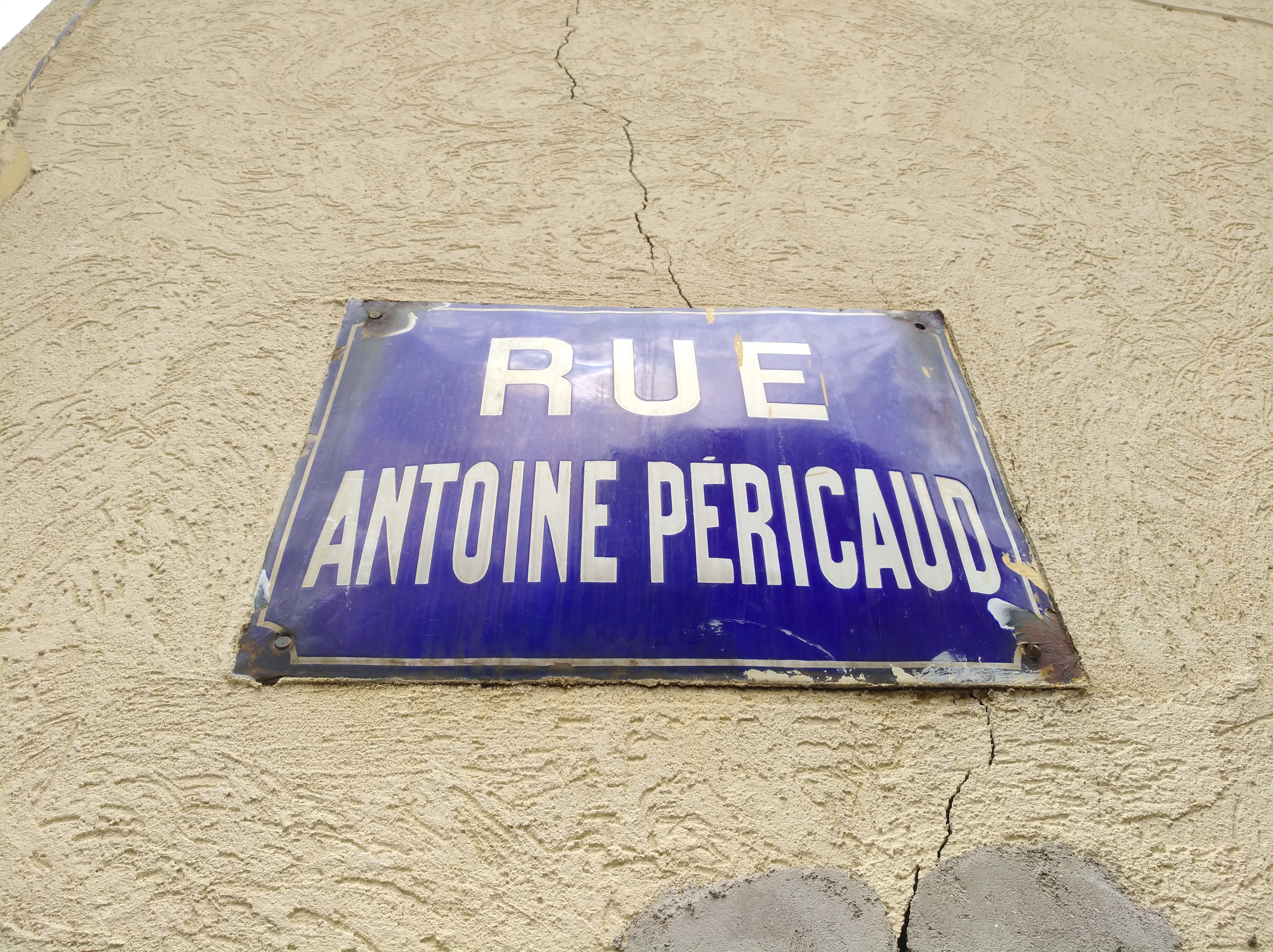
Plaque de la rue Antoine-Péricaud à Lyon.

Son père, Claude Péricaud (1751–1793), officier de la garde nationale de Lyon, fut condamné à mort par le tribunal révolutionnaire et guillotiné place Bellecour.
Bibliothécaire de la ville de Lyon, membre fondateur de la Société historique, archéologique et littéraire de Lyon (1807-1867), et membre de l'Académie des Sciences, Belles-Lettres et Arts de Lyon (1821-1867), Antoine Péricaud a écrit de nombreux livres sur l'histoire de Lyon. Il signe parfois ses publications Antonius Pericaldus.
Ses ouvrages constituent des recueils de faits historiques le plus souvent liés à la ville de Lyon tirés de ses lectures que sa qualité de bibliothécaire de la ville lui permet.
Il a épousé sa cousine Anne Antoinette Breghot du Lut (1789–1865), sœur de l'avocat Claude Bréghot du Lut. Il est souvent confondu avec son frère cadet Marc-Antoine Péricaud (1784–1864), avocat à la Cour de Lyon et au tribunal de commerce de cette ville.
Une rue du 8e arrondissement de Lyon porte son nom.

## Publications sélectives
- Notice sur la bibliothèque de la ville de Lyon, Rusand, Lyon, 1831 (lire en ligne).
- Variétés historiques, biographiques et littéraires, Léon Boitel, Lyon, 1837 (lire en ligne).
- Biographie lyonnaise : catalogue des Lyonnais dignes de mémoire (avec Claude Bréghot du Lut), Giberton et Brun, Lyon, 1839 (lire en ligne).